# Tipula (Schummelia) nobilior
Tipula (Schummelia) nobilior is een tweevleugelige uit de familie langpootmuggen (Tipulidae). De soort komt voor in het Oriëntaals gebied.